# Aspidoscelis costatus
Aspidoscelis costatus е вид влечуго от семейство Камшикоопашати гущери (Teiidae). Видът не е застрашен от изчезване.

## Разпространение и местообитание
Разпространен е в Мексико.
Обитава гористи местности и савани в райони с тропически климат.

## Описание
Популацията на вида е стабилна.